# Древнеегипетский календарь
Древнеегипетский календарь — созданный в долине Нила календарь, просуществовавший вместе с Египетской цивилизацией около 4 тысячелетий. Происхождение этого календаря связано с Сириусом — яркой звездой тропического небосвода. Промежуток времени между двумя гелиакическими восхождениями Сириуса, совпадающими в Древнем Египте с летним солнцестоянием и предшествующими разливу Нила, составляет 365,25 суток. Однако в длину своего года египтянами было положено целое число дней — 365. Таким образом, за каждые 4 года сезонные явления отставали от календаря на 1 сутки. При отсутствии високосных лет Новый год проходил за 1460 (365 × 4) лет все сезоны и возвращался на начальное число. Период в 1460 лет назывался сотическим периодом, циклом, или Великим годом Сотиса.
Первым днём года считался тот день, когда Сириус (Сотис) восходит на утренней заре в Мемфисе (19 июля). Календарь был введён в день совпадения первого дня солнечного сидерического года (полного оборота Солнца по орбите относительно Сириуса) с первым днём обыкновенного года, а именно 19 июля 4241 года до н. э. по пролептическому юлианскому календарю — являющийся, таким образом, первой достоверной датой, которую знает история человечества.

## Официальный календарь (для официальных документов)
В Древнем Египте год по официальному календарю делился на три времени года по четыре месяца каждое:
время половодья (ахет) — с середины июля до середины ноября
время всходов (перет) — с середины ноября до середины марта
время засухи (шему) — с середины марта до середины июля
Названия времён года связаны с сельскохозяйственными работами (например, в перет происходило созревание урожая, а в шему производился сбор урожая), а также ежегодным разливом Нила, оказывающим непосредственное влияние на земледелие (отсюда название времени года ахет, т. е. «половодье»). Месяцы обозначались номерами (первый месяц Половодья, второй месяц Половодья и т. д.). Каждый месяц имел 30 дней (без всякой связи с фазами Луны). Египтяне знали, что год включает в себя не 360 дней (12 месяцев по 30 дней), а 365 дней, поэтому остальные 5 дней, не вошедшие в календарь, добавлялись в конце последнего месяца. Эти дни назывались ḥrj.w-rnp.t (хериу-ренпет), что дословно означало «находящиеся над годом». Каждый такой день отмечался как день рождения соответствующего божества: Осириса, Гора, Сета, Исиды и Нефтиды. Иногда для обозначения первого месяца использовали специальное слово — tpj (тэпи), что означает «первый», а для последнего месяца — ꜥrqy (арки), что переводится как «последний». Египтяне, начиная с конца Древнего Царства, вели летосчисление с момента воцарения нового правителя. В официальных документах дата записывалась по следующей схеме: 1) «год правления» (rnpt-ḥsb) и номер года; 2) знак месяца и номер месяца во времени года; 3) название времени года; 4) знак дня и номер дня по порядку; 5) «времена правления царя обеих земель» (ḫr ḥm n nswt-bjt); 6) тронное имя царя в картуше.
Например:
|          |     |
| \| \| \| |     |
|          |     |
| N5 · n   | C10 |

| N5 · n | C10 |

|          |     |
| \| \| \| |     |
|          |     |
| N5 · n   | C10 |

| N5 · n | C10 |

rnpt-ḥsb 2 (ꜣbd) 3 ꜣḫt (sw) 1 ḫr ḥm n nswt-bjt n(j)-mꜣꜥt-rꜥ
Второй год правления царя обеих земель Нимаатра, день первый третьего месяца Половодья

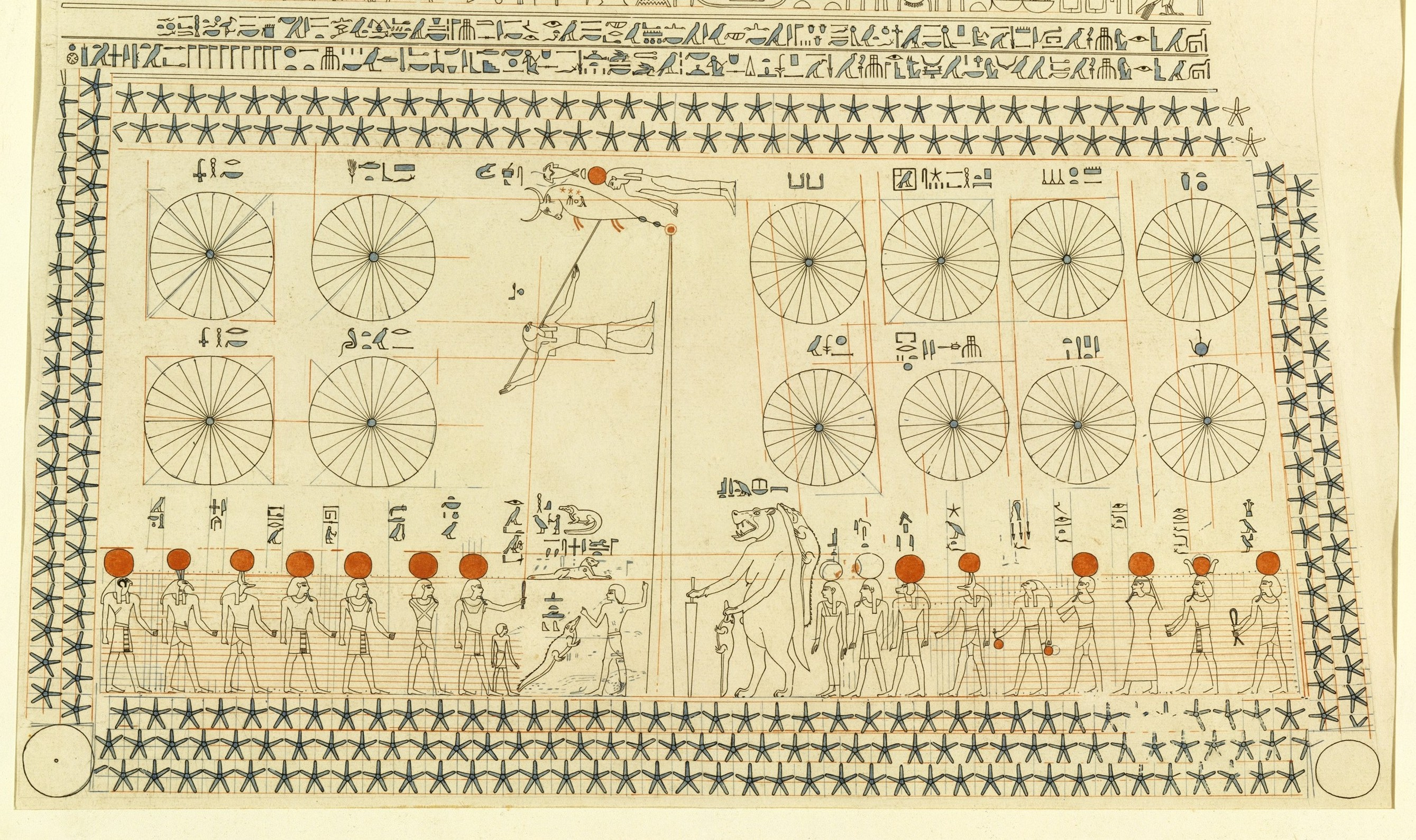
Древнеегипетский календарь в гробнице Сененмута

Считается, что начало года на момент ввода календаря было синхронизировано с гелиакическим восходом Сириуса (первое в году появление перед восходом Солнца). Египетское название Сириуса — spd.t (Сопдет). Однако, поскольку високосных дней не прибавлялось, то каждые 4 года египетский Новый год опережал на 1 день, и только через 1460 лет (цикл «Сотис») он снова приходился на день «восхода» звезды Сириус. Время ввода официального календаря можно рассчитать: например, точно известно, что «восход» Сириуса совпадал с первым днём Нового года в период с 136 по 139 гг. н. э. Можно предположить, что такое же явление наблюдалось в 1317—1314 гг. до н. э. и в 2770—2767 гг. до н. э. Поскольку известно, что такой календарь использовался ещё в Древнем Царстве, то последний период представляется наиболее вероятным. За исключением указанных периодов, «восход» Сириуса не совпадал с первым днём сезона «Половодье». Так, например, арифметически можно вычислить, что в 2293 г. до н. э. «восход» Сириуса и последующий разлив Нила произошёл уже в начале сезона «Всходы». Таким образом, связь названия сезонов с этапами сельскохозяйственных работ в долине Нила, а также с разливом самого Нила была лишь условной, то есть действительной только для указанных периодов по циклу «Сотис». Вопрос о совпадении времени начала разлива Нила и времени «восхода» звезды Сириус также является предметом обсуждения, однако с достаточной долей уверенности можно утверждать, что на момент ввода такого календаря (начало — середина третьего тысячелетия до нашей эры) эти явления совпадали.
При Птолемеях была проведена реформа — введение каждые четыре года високосного года. В 238 году до н. э., на девятый год царствования Птолемея III Эвергета, в Дельте был обнародован жреческий декрет. В XIX веке он был найден в Танисе и получил известность как Канопский декрет, по названию того места, где заседал конклав, готовивший реформу календаря. Подобно камню из Розетты, он был трёхъязычным, включая греческий текст, иероглифы и египетское демотическое письмо. Египетский год (365 дней) служил единицей измерения времени для астрономов средневековья и раннего нового времени.

## «Народный» календарь
Счисление времени в Древнем Египте велось по солнечным годам, Луна в календаре древних египтян не играла никакой роли. Месяцы «народного» календаря именовались по главным празднествам, приходящимся на данный месяц. Этот календарь засвидетельствован с XX в. до н. э. «Народные» названия месяцев широко использовались в Новом царстве, но в официальное употребление вошли только с Позднего периода. До этого в официальном календаре месяцы названий не имели и обозначались числительными.
Лунный календарь использовался в религиозных и бытовых целях (например, для определения даты религиозных праздников или в личных письмах), а также для определения начала различных этапов сельскохозяйственных работ.. Начало лунного календаря приходится на определённую фазу Луны, например, лунный месяц может длиться от новолуния к новолунию; длина лунного года короче солнечного, поэтому начало лунного года сдвигается относительно солнечного и с течением лет обходит весь круг времён года — весну, лето, осень и зиму; то есть лунный календарь показывает только число дней от новолуния и не следует за временами года, внешними климатическими условиями и годичным распределением работ. Месяцы по лунному календарю не соответствовали месяцам официального календаря, так как по официальному календарю начало разлива Нила могло приходиться на любой месяц в соответствии с циклом «Сотис», однако по лунному календарю началу разлива Нила всегда соответствовал месяц Тот. Каждый месяц в лунном календаре назывался по религиозному празднику, отмечаемому в следующем месяце. Во времена Нового царства названия некоторых месяцев изменились в соответствии с названиями местных праздников, которые отмечались в столице Верхнего Египта — Фивах. Изредка названия лунных месяцев  все же использовались при обозначении даты по официальному календарю в административных документах. Лунный календарь включал в себя 12 месяцев по 29 — 30 дней каждый. Особое название было для первого дня каждого месяца — psDntjw (песджентиу), что означало «праздник новой луны». Последующие дни именовались в соответствии с их числом (второй, третий, четвёртый и т. д. день такого-то месяца). Соответствие месяцам современного календаря можно установить лишь с той оговоркой, что начало лунного месяца зависело от региона (так как разлив Нила начинался не одновременно на всей территории Древнего Египта): в Мемфисе месяц начинался раньше, чем в Элефантине (в таблице ниже дано примерное соотношение).

### Названия месяцев по лунному календарю Древнего Египта
| № п/п | Среднее царство               | Новое царство      | Греческий         | Греческий          | Коптский в лат. транскрипции | Арабский          | Арабский           | Современный календарь |
| № п/п | Среднее царство               | Новое царство      | Рус. транскрипция | Греч. транскрипция | Коптский в лат. транскрипции | Лат. транскрипция | Араб. транскрипция | Современный календарь |
| ----- | ----------------------------- | ------------------ | ----------------- | ------------------ | ---------------------------- | ----------------- | ------------------ | --------------------- |
| 1     | Техи (Тот)                    | Джехути            | Тот               | Θώθ                | Thout                        | Tout              | توت                | июль — август         |
| 2     | Менхет (одеяние)              | Панипет            | Паофи             | Φαωφί/Φαῶφι        | Paopi                        | Baba              | بابه               | август — сентябрь     |
| 3     | Хут-Херу (путешествие Хатор)  | Хут-Херу           | Хатир             | Ἀθύρ               | Hathor                       | Hatour            | هاتور              | сентябрь — октябрь    |
| 4     | Нехеб-Кау                     | Ка-хер-Ка          | Хойак             | Χοιάκ/Χοίακ        | Koiak                        | Kiahk             | كياك               | октябрь — ноябрь      |
| 5     | Шеф-Бедет (набухание пшеницы) | Та-Аабет           | Тиби              | Τυβί/Τῦβι          | Tobi                         | Touba             | طوبه               | ноябрь — декабрь      |
| 6     | Рекех-Вер (большой пожар)     | (Па-Эн-Па) Мехеру  | Мехир             | Μεχίρ/Μεχείρ       | Meshir                       | Amshir            | أمشير              | декабрь — январь      |
| 7     | Рекех-Неджес (малый пожар)    | (Па-Эн) Имен-Хетеп | Фаменот           | Φαμενώθ            | Paremhat                     | Baramhat          | برمهات             | январь — февраль      |
| 8     | Ренен-Утет (Ренутет)          | (Па-Эн) Ренен-Утет | Фармути           | Φαρμουθί/Φαρμοῦθι  | Paremoude                    | Baramouda         | برموده             | февраль — март        |
| 9     | Хенсу (Хонсу)                 | (Па-Эн) Хенсу      | Пахонс            | Παχών              | Pashons                      | Bashans           | بشنس               | март — апрель         |
| 10    | Хенет-Хети-Перти              | (Па-Эн) Инт        | Паини             | Παϋνί/Παῦνι        | Paoni                        | Ba’ouna           | بئونه              | апрель — май          |
| 11    | Ипет-Хемет                    | Ипи-Ипи            | Эпифи             | Ἐπιφί/Ἐπείφ        | Epip                         | Abib              | أبيب               | май — июнь            |
| 12    | Упет-Ренпет (открытие года)   | Месут-Ра           | Месоре            | Μεσορή             | Mesori                       | Mesra             | مسرا               | июнь — июль           |

В 25 году до н. э. установлен Александрийский календарь, синхронизированный с юлианским календарём, но сохранивший прежние названия месяцев, в котором каждый четвёртый год в конце года добавлялся один день. К древнеегипетскому календарю восходят коптский и эфиопский календари, до сих пор применяемые местными церквями. Структура египетского календаря была заимствована французским революционным календарём.

#### Варианты написания
В исторических документах могут встречаться «искажённые» написания месяцев.
- фаменот: фаменоф[9]